# 鄭弘 (成化進士)
鄭弘（1452年—？），字道熙，陝西西安府華州渭南縣人，民籍，明朝政治人物。

## 生平
陝西鄉試第五十二名舉人。成化二十三年（1487年）中式丁未科會試第一百五十二名，三甲第一百二十四名進士。

## 家族
曾祖鄭所萬；祖父鄭禮；父鄭志，母樊氏。永感下。